# Victoria de Durango
Victoria de Durango je hlavní a největší město státu Durango. K roku 2020 ve městě žilo 616 068 obyvatel. Leží v nadmořské výšce asi 1 890 m n. m. Pojmenováno bylo po generálovi Guadalupevi Durangovi. 
Město bylo založeno 8. července 1563 objevitelem Francisem de Ibarrou. V jeho počátcích byla pro rozvoj města klíčová těžba stříbra, jehož naleziště se nacházely v jeho bezprostředním okolí. Ve městě se nachází Durango International Airport.